# Esther Good
Esther Good (30 gennaio 1987) è un'ex sciatrice alpina svizzera.

## Biografia
Esther Good partecipò alla sua prima gara FIS il 28 ottobre 2002 a Kaunertal giungendo 14ª in slalom speciale. L'8 gennaio 2009 esordì in Coppa Europa a Melchsee-Frutt disputando un slalom speciale senza classificarsi, mentre il debutto in Coppa del Mondo avvenne il 28 dicembre dello stesso anno sulle nevi di Lienz, in Austria, dove non completò lo slalom gigante in programma.
L'11 gennaio 2010 conquistò il suo unico podio in Coppa Europa, piazzandosi 2ª nella supercombinata di Caspoggio; il 1º dicembre dello stesso anno si aggiudicò anche il suo unico podio in Nor-Am Cup, concludendo al 3º posto nello slalom gigante tenutosi ad Aspen. Disputò la sua ultima gara di Coppa del Mondo il 28 dicembre 2010 a Semmering, uno slalom gigante che non portò a termine, e la sua ultima gara il 2 settembre 2011 a Coronet Peak, lo slalom gigante dei Campionati neozelandesi 2011. In carriera non prese parte né a rassegne olimpiche né iridate.

## Palmarès

### Coppa Europa
- Miglior piazzamento in classifica generale: 12ª nel 2010
- 1 podio:
  - 1 secondo posto

### Nor-Am Cup
- Miglior piazzamento in classifica generale: 44ª nel 2011
- 1 podio:
  - 1 terzo posto

### Campionati svizzeri
- 1 medaglia[1]:
  - 1 oro (slalom speciale nel 2011)